# 曲阜市
35°35′30.07″N 116°59′03.42″E / 35.5916861°N 116.9842833°E
曲阜市位于中国山东省南部，是济宁市代管的一个县级市。有3000多年的歷史，曲阜也是一個古老留存至今的地名，據說由於「城東有阜，委曲長七八里」而得名；春秋戰國時期為魯國國都，設縣後亦曾長期称鲁县。曲阜是儒家学派创始人孔子的故乡，与南临的孟子故乡邹城市并称为「鄒魯」、“孔孟桑梓之邦”。
曲阜是中国首批国家历史文化名城。是孔子、颜回、左丘明、鲁班等名人的故乡，儒家文化的发源地，对中国及日本、韩国、东南亚地区等儒家文化圈具有深远影响，是东方文化的重要发祥地。市人民政府駐鲁城街道春秋路1号。

## 历史
曲阜作為地名十分古老。據說由於漢書記載「魯城东有阜，委曲长七八里」而得名。
相傳上古时炎帝、黄帝和少昊都曾在这里定都，故又称“少昊之墟”。現曲阜境內有壽丘（傳為黃帝出生處）和少昊陵，為後世重修。
据说商代属奄国。
周武王开创周朝时，将其弟、开国功臣周公旦分封在此，称鲁公，但只由其子伯禽领国，而周公本人则留驻中央、辅佐朝政。《史記·魯周公世家》：「封周公旦於少昊之虛曲阜，是為魯公。周公不就封，留佐武王。」于是，从周初起，这里作为鲁国都城，历经了八百七十三年历史，是周朝各诸侯国都中，定都时间最长的，以“礼義之邦”而著称于世。
周代曲阜城城墙为夯土版筑，全长11771米，其中东垣长2531米，南垣长3250米，西垣长2430米，北垣长3560米。四垣各开三座城门，南垣自西向东依次为稷门（又称高门）、南门（雩门）和鹿门；东面自北向南为上东门、东门、石门；北面自东向西为莱门、北门、争门；西垣自北向南为子驹之门、西门、吏门。鲁城城内中央为宫殿，遵循《周礼》中有关诸侯宫殿等级的规定，有库门、雉门、路门三重宫门。路门之内为寝宫，称为“路寝”。依据《礼记·檀弓下》和《史记·鲁周公世家》的记载，雉门外路东为宗庙区，有祭祀周文王的周庙、祭祀周公旦的太庙，以及祭祀伯禽以下历代鲁国诸公的宗庙，依昭穆顺序排列。雉门外路西为商代修建的亳社和周代修建的周社，两社之间为朝廷大臣办公区域。宫殿区之北为市场（《左传》鲁文公十八年，襄仲杀文公长妃哀姜之子，立次妃之子为宣公，哀姜归齐，从宫城出而过市，走北垣之门）。整座城市布局符合周礼中“左祖右社，面朝后市”的规范。除了宫城之外，在南门附近还有鲁僖公修建的泮宫。大城城西为制陶区，城北为冶金区，城东为军营，其余皆为民居、市场和娱乐设施。

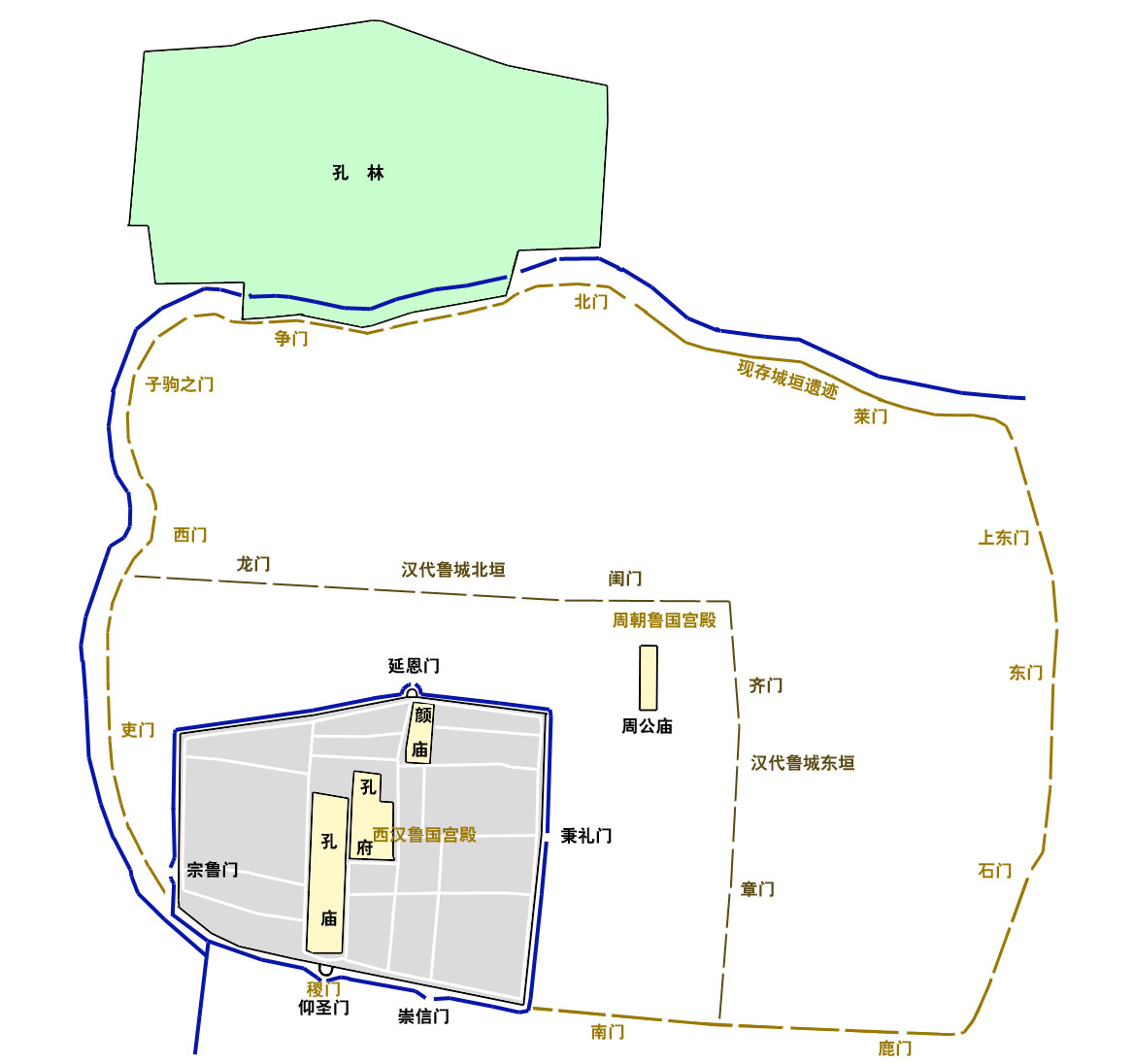
曲阜城垣变迁示意图：浅棕色线为周朝鲁城范围，深棕色线为汉代鲁城范围，黑线为明代正德年间修建的曲阜县城

春秋时期，孔子于此诞生，其儒家思想深刻影响中国达几千年之久。孔子逝世后仅一年，鲁哀公就下令祭奠，到西汉时，汉高祖刘邦更以祭天的仪式来祭孔子。孔子的后人们便世居于曲阜，并接受历代朝廷的封赏，逐渐发展成为中国的第一大家族并延续至今。他们的家庙及府第曲阜孔庙及孔府在历代帝王的支持下，不断扩建，现已形成规模极其宏大的一组建筑群。其北的孔林是孔氏家族的墓地，大约有十万座墓冢，是世界上规模最大的家族墓地。曲阜孔府孔庙孔林（“三孔”）已于1994年被联合国教科文组织列入了世界遗产名录。
战国末期，鲁国被楚国灭亡后，楚国设置了鲁县。
秦朝置薛郡，魯縣為郡治。

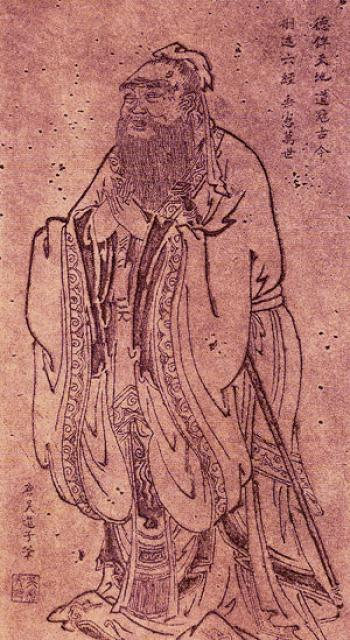
吳道子所繪之先師像

西汉时，魯縣是宗室諸侯王封國鲁国的都城。汉朝鲁恭王刘余（汉景帝之子）为修建灵光殿，曾拆坏孔子旧居，从夹壁中出土大量当时已失传的春秋文献。刘余在鲁国宫殿北墙和东墙一线修筑新城垣，城池的面积缩小，四面各有两门：南面保留周朝的稷门和雩门；西边保留吏门，在其南新开麦门；北垣为龙门和闺门；东垣为齐门和章门。
新朝始建國二年，改魯國為魯郡。
东汉光武帝復魯郡為魯國，先后封刘兴和废太子刘彊为鲁王，沿用西汉鲁城。
三国和西晋时鲁县仍为鲁郡郡治，但城垣再度缩小。
隋代易名为曲阜县，属兖州。曲阜首次從地名正式成為行政區劃名。
宋大中祥符五年（1012年）闰十月改名为仙源县。相傳黃帝出生地壽丘在此縣，而宋真宗宣稱黃帝是保生大帝降世（後又降世為宋朝皇室始祖趙玄朗），故此處為神仙之源頭。宋真宗江县治徙往寿丘，并建造景灵宫以奉祀黄帝，又特定仙源县官由孔子后裔充任。乾隆《曲阜县志》卷二十四记曰：“帝言轩辕黄帝降于延恩殿，谕群臣曰，赵之始祖再降乃轩辕黄帝，黄帝生于寿丘，寿丘在曲阜，乃故县名曰仙源，徙治寿丘。”
金朝天会七年（1129年）改回曲阜之名。此时的曲阜县城已经移至今日曲阜城东旧县村一带，孔庙和孔府位于城外。
明朝曲阜屬兗州府。正德六年（1511年）山东爆发刘六、刘七民變，攻下曲阜县城，并在孔庙内饲马驻军，导致朝廷震惊，于是在正德七年下令“移城就庙”，环绕孔庙和孔府修建新县城，即曲阜现址。嘉靖元年（1522年）新城竣工，城墙全长八里三十六丈，高二丈、厚一丈，内为夯土，外包城砖。全城有五门，其中孔庙前的正南门为仰圣门，其东为崇信门。东门为秉礼门，北门为延恩门，西门为宗鲁门。
曲阜城池直至1977年才被拆除，现仅剩正南门、北门、以及部分城墙。2002年开始重新修缮城墙，2004年9月完工。
除了著名的曲阜三孔之外，曲阜城内外还遍布着祭祀孔子大弟子、“复圣”颜回的颜庙以及西夏侯遗址、周公庙、春秋书院、汉鲁王墓、少昊陵、石门寺、宋景灵宫故址等无数文物古迹。1982年被中国国务院定为国家历史文化名城。
1986年撤县设市，由地级济宁市代管。

## 人口
截至2020年11月1日零时，根据第七次全国人口普查数据，曲阜市常住人口为621971人。

## 行政区划
曲阜市下辖4个街道办事处、8个镇：
鲁城街道、书院街道、时庄街道、小雪街道、吴村镇、姚村镇、陵城镇、尼山镇、王庄镇、息陬镇、石门山镇和防山镇。

## 地理

### 位置

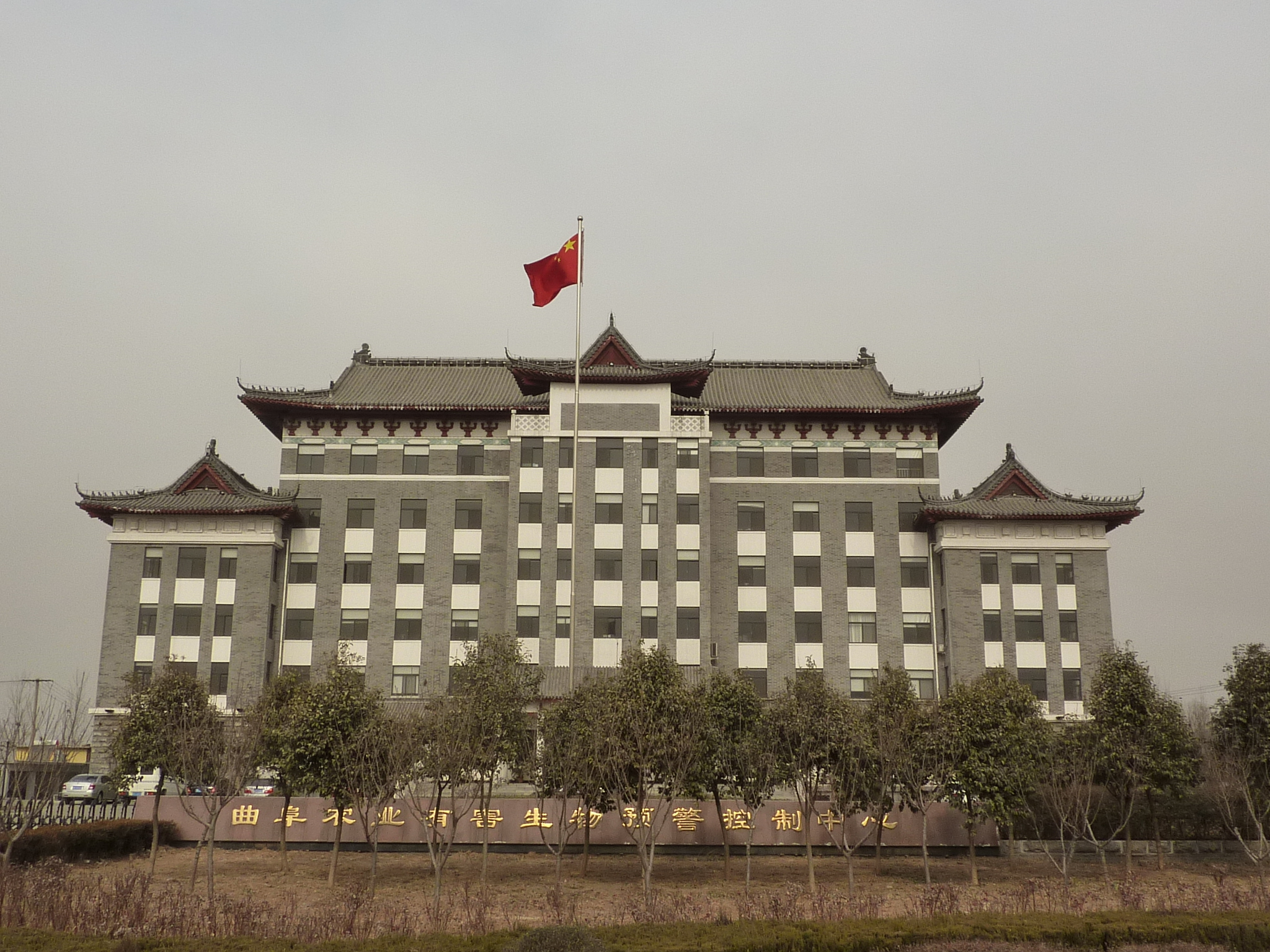
曲阜的農業病蟲害中心

曲阜位于山东省中部偏西南，处在北京至上海的中间位置，北距其省会济南为135公里。北依泰山，南瞻凫峄，东连泗水，西抵兖州。南北长35.8公里，东西宽25公里，总面积为895.93平方公里。境内百余座山头绵亘在东、北、南三面边境线上，群山内侧散布着几十个崮丘，中西部为大片的良田。山丘与平原之比约为3:7，形成了东北高、西南低的地势。最高点是北部的凤凰山，海拔548.1米， 最低点在西南部的程庄，海拔47米，城区中心海拔60.5米。 

### 水系

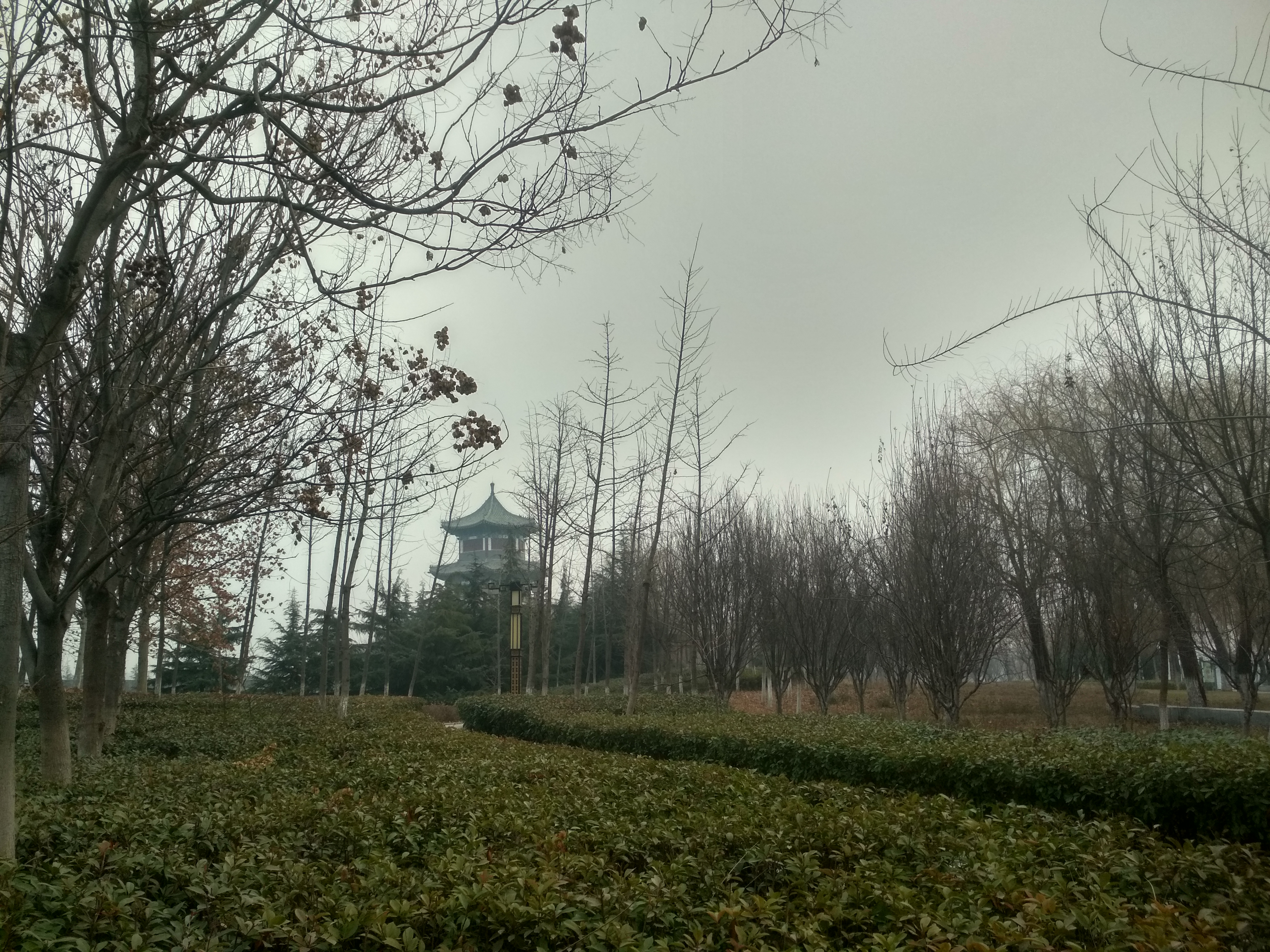
蓼河十里儒家文化旅游景观带

境内属淮河流域南四湖水系。共有大小河流14条，主要有泗河、沂河、蓼河、崄河4条河流。泗、沂两条主干河流自东向西横贯全境。河流总长度245.9公里，年平均径流量18044万立方米，年平均径流深201.4毫米，年平均实际可利用水资源总量23087万立方米。全市有水库塘坝270座，总库容约15516 万立方米。其中：水库62座，主要有尼山水库、河夹店水库、梨园水库、胡二东水库、白塔水库、吴村水库、韦家庄水库等。

### 气候
曲阜气候温和，四季分明，温带季风影响显著，冬天干冷，夏天闷热，春秋季节短暂。最冷为一月平均气温 −1.3 ℃，最热为七月平均气温 26.8 ℃，年平均气温 13.6 ℃。
| 曲阜市气象数据           | 曲阜市气象数据 | 曲阜市气象数据 | 曲阜市气象数据 | 曲阜市气象数据 | 曲阜市气象数据 | 曲阜市气象数据 | 曲阜市气象数据 | 曲阜市气象数据 | 曲阜市气象数据 | 曲阜市气象数据 | 曲阜市气象数据 | 曲阜市气象数据 | 曲阜市气象数据 |
| 月份                     | 1月            | 2月            | 3月            | 4月            | 5月            | 6月            | 7月            | 8月            | 9月            | 10月           | 11月           | 12月           | 全年           |
| ------------------------ | -------------- | -------------- | -------------- | -------------- | -------------- | -------------- | -------------- | -------------- | -------------- | -------------- | -------------- | -------------- | -------------- |
| 平均高温 °C（°F）        | 4.6 (40.3)     | 7.5 (45.5)     | 13.4 (56.1)    | 20.9 (69.6)    | 26.3 (79.3)    | 31.2 (88.2)    | 31.5 (88.7)    | 30.6 (87.1)    | 26.9 (80.4)    | 21.2 (70.2)    | 13.3 (55.9)    | 6.7 (44.1)     | 19.5 (67.1)    |
| 平均低温 °C（°F）        | −5.7 (21.7)    | −3.5 (25.7)    | 1.7 (35.1)     | 8.2 (46.8)     | 13.5 (56.3)    | 19.1 (66.4)    | 22.6 (72.7)    | 21.5 (70.7)    | 15.6 (60.1)    | 9.2 (48.6)     | 2.0 (35.6)     | −3.9 (25.0)    | 8.4 (47.1)     |
| 平均降水量 mm（）        | 8.4 (0.33)     | 8.9 (0.35)     | 20.6 (0.81)    | 31.7 (1.25)    | 49.4 (1.94)    | 82.2 (3.24)    | 184.2 (7.25)   | 142.2 (5.60)   | 65.3 (2.57)    | 41.7 (1.64)    | 16.4 (0.65)    | 9.2 (0.36)     | 660.2 (25.99)  |
| 平均降水天数（≥ 0.1 mm） | 2.6            | 3.6            | 4.4            | 5.7            | 6.3            | 7.7            | 12.4           | 9.7            | 6.7            | 5.6            | 4.5            | 3.2            | 72.4           |
| 平均相對濕度（％）       | 66             | 61             | 60             | 61             | 65             | 64             | 80             | 82             | 76             | 72             | 71             | 68             | 68.8           |
| 月均日照時數             | 164.5          | 166.5          | 202.7          | 236.8          | 263.2          | 244.5          | 205.4          | 224.1          | 208.5          | 205.5          | 174.6          | 164.6          | 2,460.9        |
| 来源：中国气象局         |                |                |                |                |                |                |                |                |                |                |                |                |                |

- 海拔地面标高：62.3 m
- 主导风向及频率：夏季 SSE 15.2，冬季 EVE 17.2，全年 EVE 15.5
- 大气压力：冬季 1019.3 pa（百帕），夏季 998.2 pa（百帕）
- 室外风速：冬季 2.0 m/s，夏季 2.8 m/s
- 最大风速及风向：17m/s NNW（1970.4.3）
- 极端最低温度：−18.1 ℃（1967.1.15）
- 极端最高温度：41 ℃（2002.7.2）
- 日平均气温低于 +5 ℃ 的天数：115天
- 日平均气温低于 +5 ℃ 的平均温度：0.0 ℃
- 最大冻土深度平均深度：38 cm
- 平均相对湿度：68%
- 平均最多降雨月份：7月
- 一天最大降水量：189.1 mm（1991年7月）
- 地震基本烈度：7度

## 资源

### 生物资源
曲阜的生物资源较为多样。其中，粮食作物为十五种主要有小麦、玉米、高梁、谷子、绿豆、地瓜、大豆、水稻等。经济作物主要有棉花、花生、芝麻等。常种的蔬菜、瓜果类作物有四十余种。花卉一百三十五种，其中兰花为曲阜的“市花”。 药材一百二十余种。林木有乔、灌、花木一百四十种及变种。果树主要有苹果、桃、杏、梨、山楂等二十九种。观赏树木有桧、柏、银杏、雪松、丁香等四十九种，其中桧柏为曲阜的“市树”。水生植物二十六种。畜禽主要有牛、马、驴、骡、猪、羊、鸡、鸭、鹅、兔等。各种鸟类二十九种，其中鹭鸶为曲阜的“市鸟”。各种野生兽类十余种，昆虫类三十余种。水生动物主要有鱼类、虾类、贝类等

### 矿产资源
曲阜的矿产主要有煤炭、石灰岩、耐火粘土、磷、混合花岗岩、花岗石、磷矿、耐火黏土、地热矿泉水河沙等。已探明的煤炭储量约为十多亿吨，石灰岩储量十六余亿吨

## 经济
目前形成明显优势的产业有：食品加工业、机械制造、汽车及配件产业、生物技术产业、纺织服装产业、电子工程产业、建筑建材产业。同时也成为国家级生物技术产业基地，国家级工程机械产业基地，国家级纺织新材料产业基地，国家汽车零部件出口基地，省级机械汽车工业聚集区

### 酒业

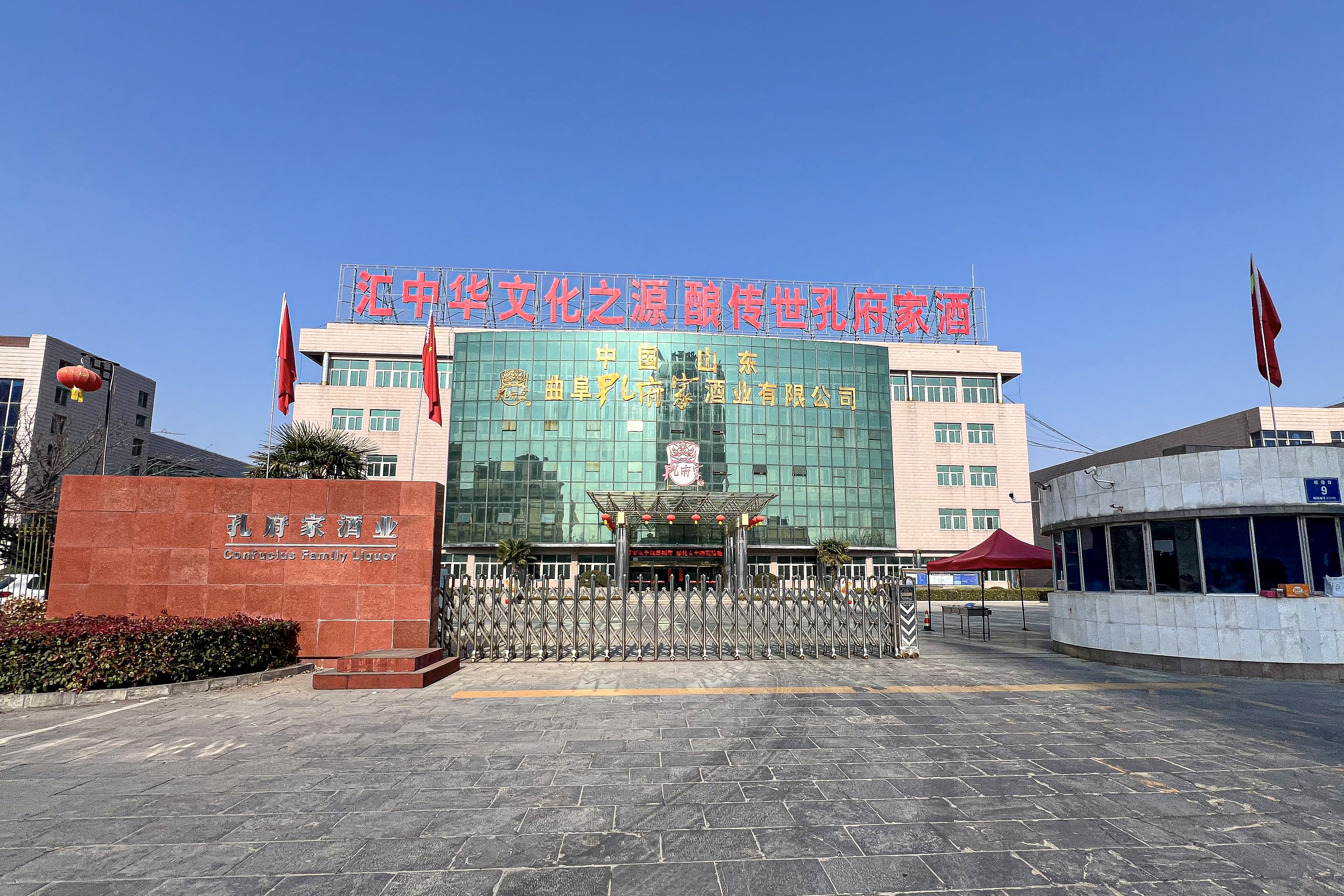
孔府家酒总部

曲阜出产的孔府家酒1993年通过中国中央电视台刊登電視廣告打响知名度，并曾与英国的国际酿酒集团共组合资公司，生产中国白酒及各式洋酒，並把孔府家酒重新作外销包裝，推销往海外。但后来因为政治环境转变，合资公司因而倒闭，公司所有生产及电脑设备皆悉数售与孔府家酒集团。另外，市政府亦与澳大利亚新南威尔士州猎人谷的酿酒商合作，由澳大利亚方面提供葡萄液，以供合资的酒厂酿制葡萄酒。2018年，孔府家酒成为衡水老白干酒业旗下公司。

### 企业
- 孔府家酒业有限公司
- 山东圣旺药业股份有限公司
- 曲阜嘉信电气有限公司
- 鲁能泰山曲阜电缆有限公司
- 东宏实业有限公司
- 大统（天安）矿业有限公司
- 燕京啤酒(曲阜三孔)有限责任公司
- 山东圣阳电源股份有限公司
- 曲阜天博集团公司
- 山东裕隆矿业集团

## 交通

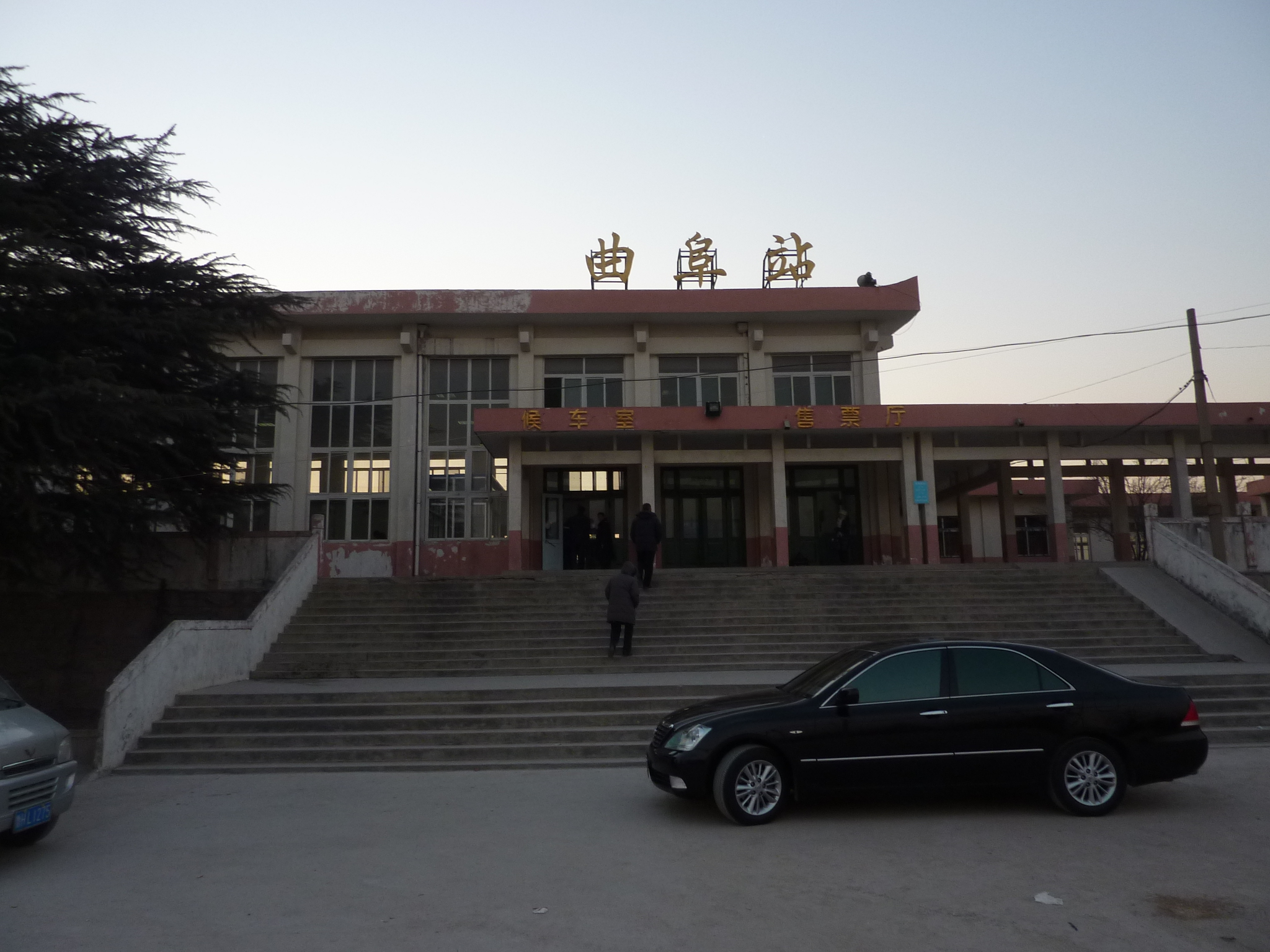
曲阜火车站

### 公路
曲阜现有高速公路两条，国家一级公路两条。中国南北大动脉 104国道（北京—福州）、 京台高速和东西大动脉 327国道（山东菏泽—江苏连云港）、日菏高速公路（日照—菏泽东明）在曲阜境内纵横交叉，连接成网。日荷高速西与 连霍高速相接。

### 铁路
西距中国经济动脉京沪铁路兖州站15公里；途经曲阜火车站列车五条：北京—日照、济南—日照、日照—新乡、日照—郑州、烟台—菏泽。2011年建成通车的曲阜东站，位于中国山東省曲阜市息陬鎮，距曲阜市中心约6公里。为京沪高速铁路的客运站。

### 京沪高铁
京沪高铁穿过曲阜并设曲阜东站。并与2010年6月建成通车，从曲阜乘高速列车2小时可达北京，2.5小时达上海。高峰期每3分钟一列，京沪高速铁路年输送旅客单方向可达8000余万人次，是目前京沪线年运力的两倍以上，曲阜也已成为其沿线最具活力和开发潜力的城市之一。

### 航空
济宁曲阜机场于2008年底正式通航，目前开通航线三条：曲阜至北京、曲阜至上海、曲阜至广州。曲阜到济南遥墙国际机场需要一个半小时。

### 港口
曲阜距日照港240公里，距青岛港360公里，距京杭大运河济宁港40公里。

## 教育

### 高等教育
- 曲阜师范大学（一本）
- 曲阜师范大学杏坛学院（三本）
- 济宁学院（二本）
- 曲阜远东职业技术学院（专科）

### 高中
- 曲阜师范大学附属中学
- 曲阜市第一中学

### 初中
- 曲阜师范大学附属中学
- 曲阜市实验中学
- 曲阜杏坛中学

曲阜时庄街道中学

### 小学
- 济宁学院第二附属小学
- 曲阜实验小学
- 曲阜师范大学附属小学
- 曲阜田家炳小学
- 曲阜春秋小学
- 曲阜舞雩坛小学
- 曲阜书院街小学

## 旅游

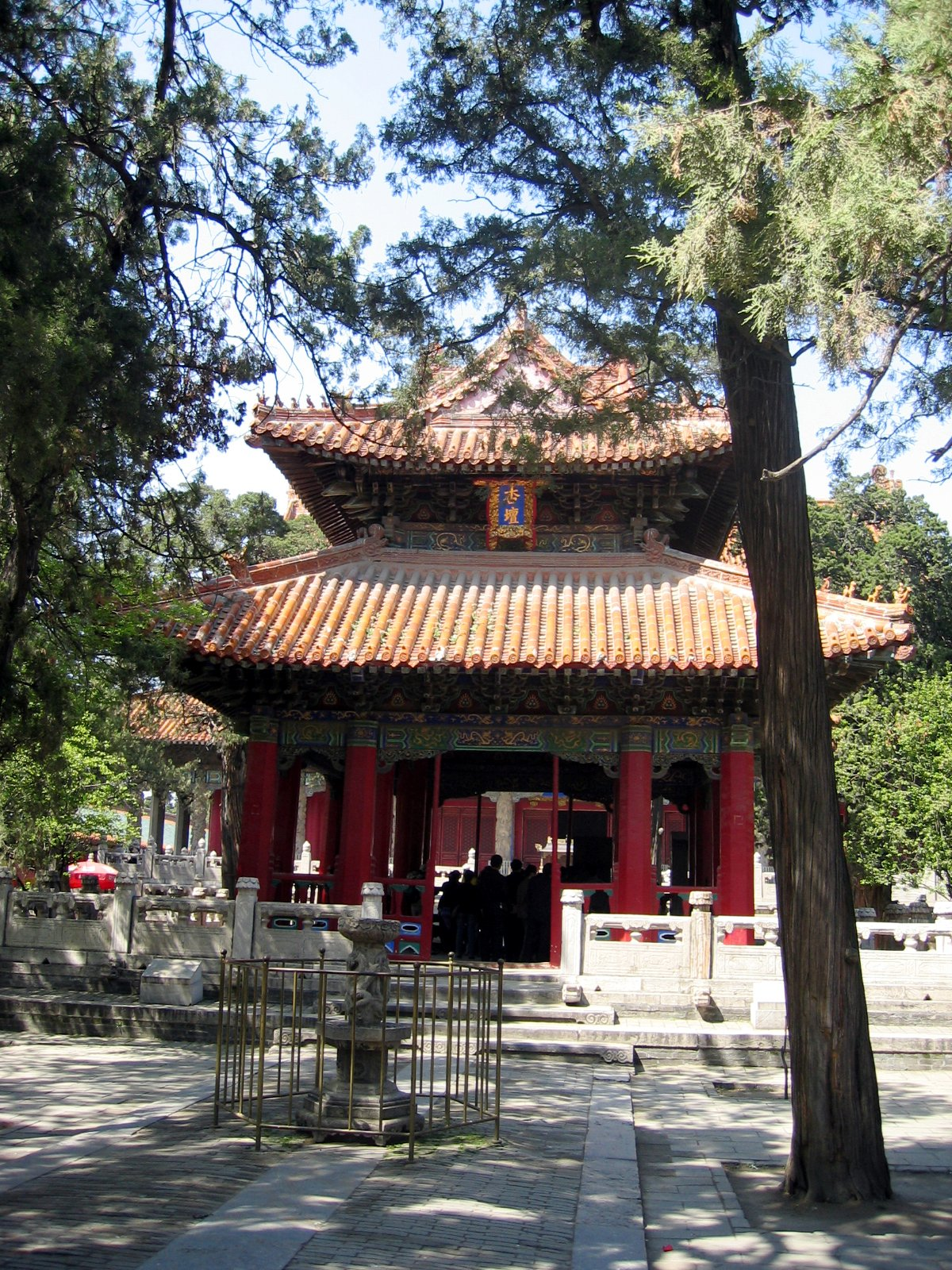
孔廟（杏壇）

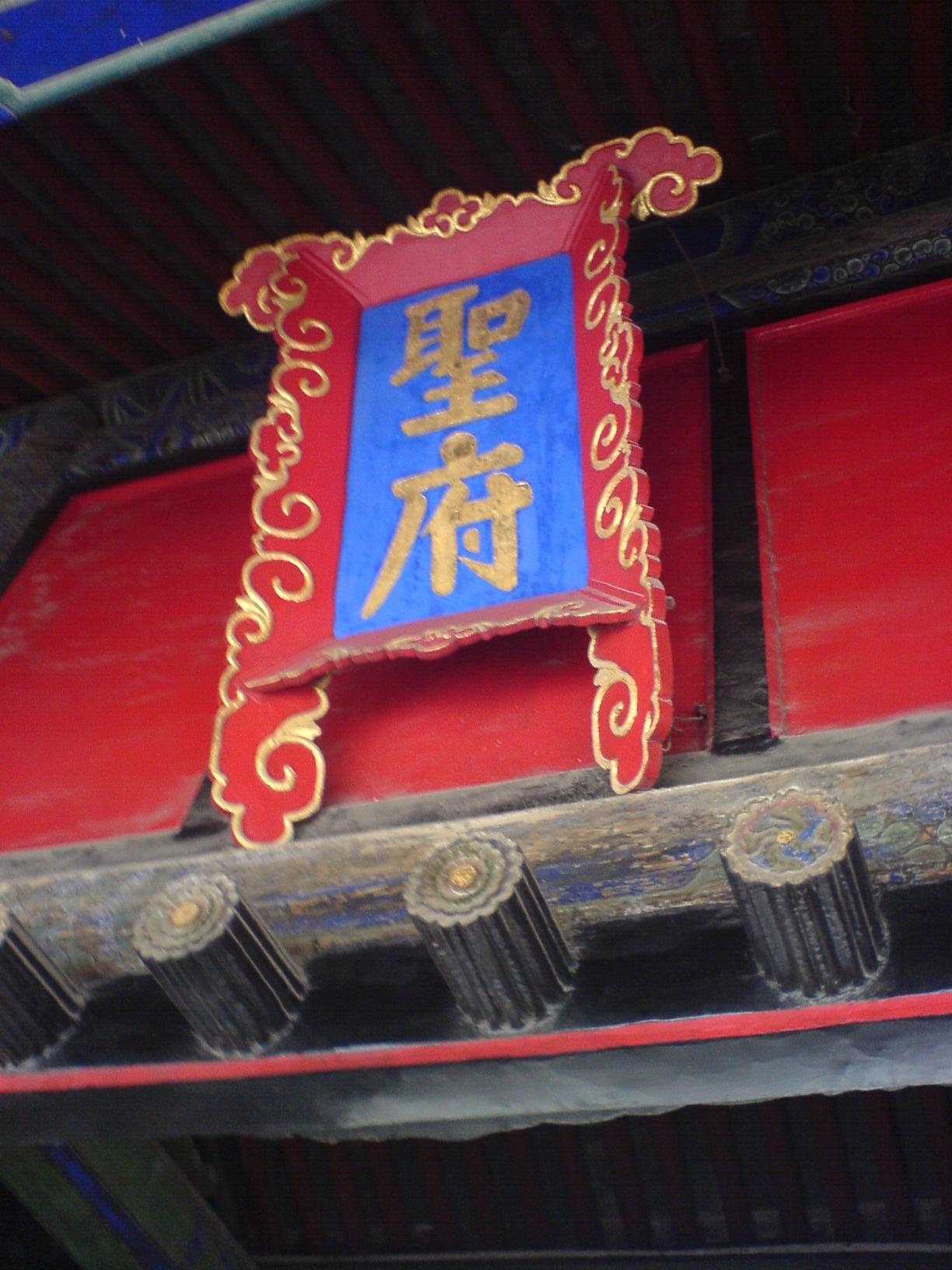
孔府大門之上的「聖府」牌匾。

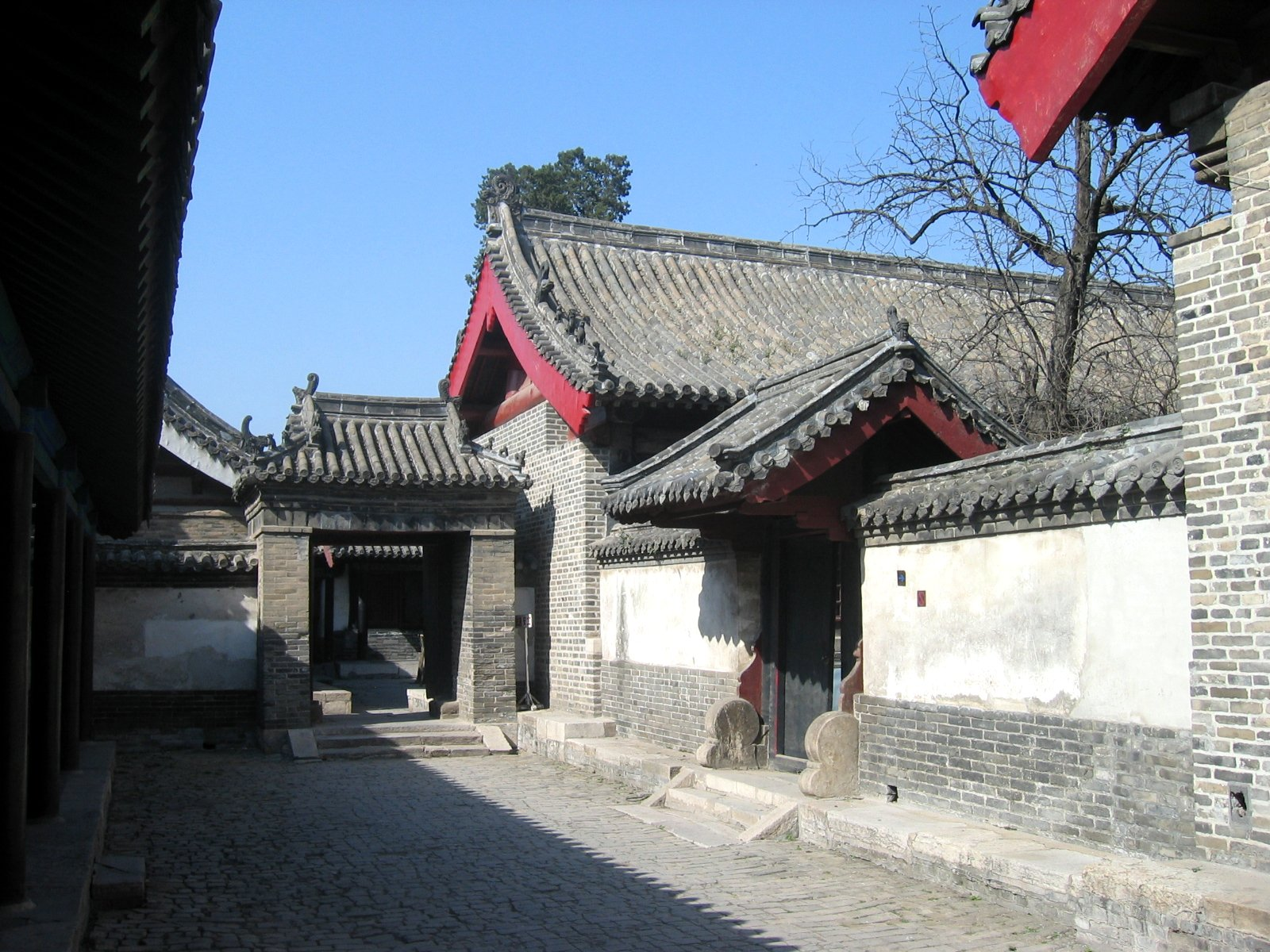
孔府内院落

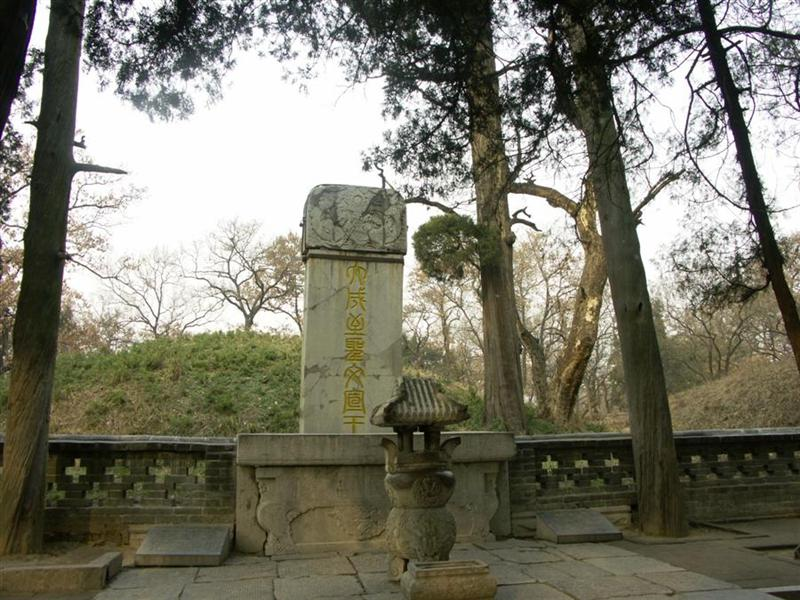
孔林中的孔子墓

### 曲阜的文物古迹
曲阜有众多的文化遗产，仅仅八百九十六平方公里的土地上有各类文物古迹六百余处，其中六处列入全国重点文物保护单位，二十一处列入山东省重点文物保护单位，1994年，孔庙、孔府、孔林还被列入世界文化遗产。
- 国家历史文化名城：曲阜
- 世界遗产曲阜孔庙及孔府 孔林

孔庙
是祭祀孔子，表彰儒学的庙宇。始建于周朝，完成于明清时期，是全世界现存的两千余座孔庙中规模最大的一座，在中国的宫殿式建筑中占有中有地位。
孔庙现占地十四万平方米，三路布局，九进庭院，贯穿在一条中轴线上，左右作对称排列。整个建筑群包括五殿、一阁、一坛、两堂、十七座碑亭，共四百六十六间，分别建于金、元、明、清和民国时期。主体建筑大成殿，重檐九脊，黄瓦飞甍，周绕回廊，为东方三大殿之一。一千二百余株古桧明苍翠欲滴，庄重威严，自然天成。汉以来的历代碑刻一千零四十多块，连同大量书、画、牌、匾等珍贵文化遗存，不仅是儒家文化的载体，更镌刻了中华文明的沧桑足迹
　
孔府
孔子嫡系长支世代居住的府第，是中国现存历史最久，规模最大，保存最完整的衙宅合一的古建筑群，有“天下第一家”之称。孔子去世以后至宋代以前长子长孙依庙居于阙里故宅，看管孔子遗物，奉祀孔子，称“袭封宅”。历代帝王在尊崇孔子推行儒家文化的同时，对其子孙一再加官封爵，赐地建府
宋朝宝元年间，首封孔子四十六代孙孔宗愿为“衍圣公”，兼曲阜县令，并新建府第，改称衍圣公府。明洪武十年，重建府第，府内始设置官署，后经历代扩建，达到现在的规模。孔府现占地十二万平方米，按明代一品官府第形制，以明清建筑为主体风格，三路布局，前堂后衙，府第功能分区明确，建筑排列有序。中路前为官衙，供衍圣公处理公务及宗族事务；后为内宅，是衍圣公饮食起居之所。东路前为东学，供衍圣公读书励志、接待官员；中部为家庙，供衍圣公奉祀先人；后部为一贯堂，供衍圣公次子、奉祀子思的世袭翰林院五经博士使用。西路前为西学，供衍圣公学诗学礼、诗文会友；后为花厅，供衍圣公闲居。
衍圣公的主要职责是护卫孔府林庙、代表国家祭祀孔子。孔府因此保存了众多的祭祀礼器，最为著名的是清康熙皇帝和乾隆皇帝分别颁赐的中和韶乐乐舞具和商周十供。衍圣公世代恪守“诗礼传家”的祖训，着意收集历代礼器法物，藏品达万余件，尤以孔子画像、元明衣冠、衍圣公及夫人肖像著称于世。孔府最著名的珍藏还有明清文书档案，它是孔府四百年各种活动的实录，共有三十多万件，是中国数量最多、时代最久的私家档案，对于研究中国明清史特别是明清经济史具有重要价值。这是世界上现存最为显赫的贵族府第
孔林
是其家族墓地，为世界之最。自孔子“葬鲁城北泗上”，其子孙接冢而葬，两千多年从未间断。林内墓冢累累，多达十万余座，成为世界上延时最久、规模最大的家族墓地。现占地二百余万平方米，有坟冢十万余座。孔子去世后，“弟子各以四方奇木来植，故多异树，鲁人世世代代无能名者”，林内现有树木十万余株，其中树龄超过二百年及其以上的古树名木超过九千多株。孔林还有各种奇花异草一百三十余种，可以说是一座天然植物园。孔林还是一座集墓葬、建筑、石雕、碑刻为一体的露天博物馆。历代王朝为褒扬儒学，不断增拓墓园，辟神道，筑周垣，建林门，刻石仪；子孙也代代博葬，立碑刻石。林内现有金、元、明、清至民国历代墓碑四千余块，是中国数量最多的碑林。除汉碑移入孔庙外，尚有李东阳、严嵩、翁方纲、康有为等明清著名书法家题写的碑文。丰富的地上文物，对于研究中国古代墓葬制度的沿革，以及对于研究中国古代政治、经济、文化、风俗、书法、艺术等都具有很高的价值
- 国家级重点文物保护单位 六处

1. 鲁国故城  周-汉  鲁城街道
2. 孔林 周-清  鲁城街道办事处林前村
3. 汉鲁王墓群  汉  小雪街道武家村
4. 孔庙及孔府  金-清  鲁城街道办事处

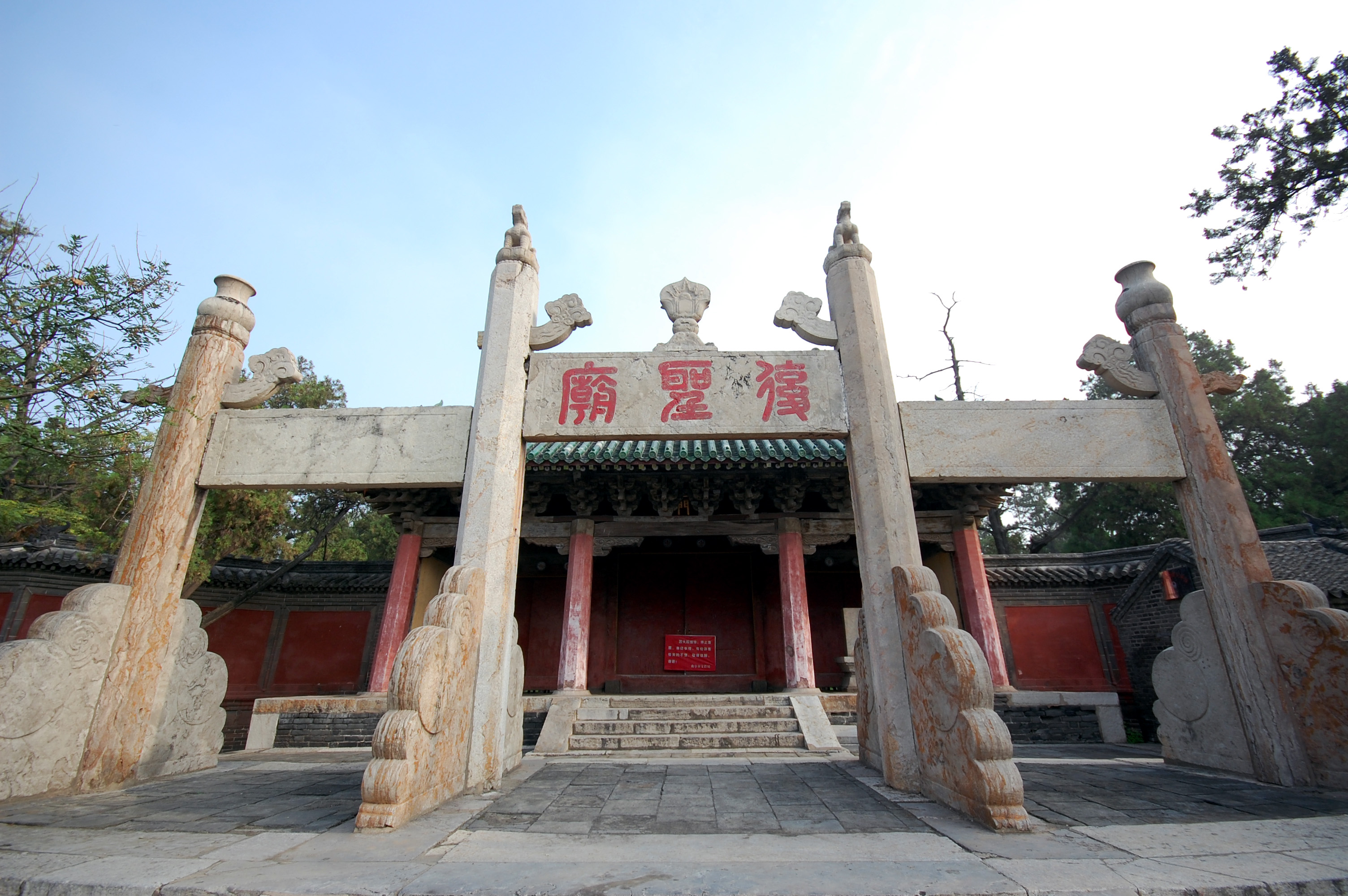
始建于西汉初年用来纪念‘复圣’颜回的顔庙

5. 颜庙  元-清  鲁城街道办事处北城门内（是祭祀孔子弟子，儒家先贤颜回（颜子）的庙宇。颜庙始建于汉高祖刘邦东巡祭孔时，院落南宽北窄，占地面积约两万四千万平方米，现存元、明、清三代建筑二十四座一百五十九间，分三路布局，五进院落）
6. 尼山孔庙和书院  清  南辛镇夫子洞村

- 山东省文物保护单位 二十一处

1. 西夏侯遗址  新石器  息陬镇西夏侯村

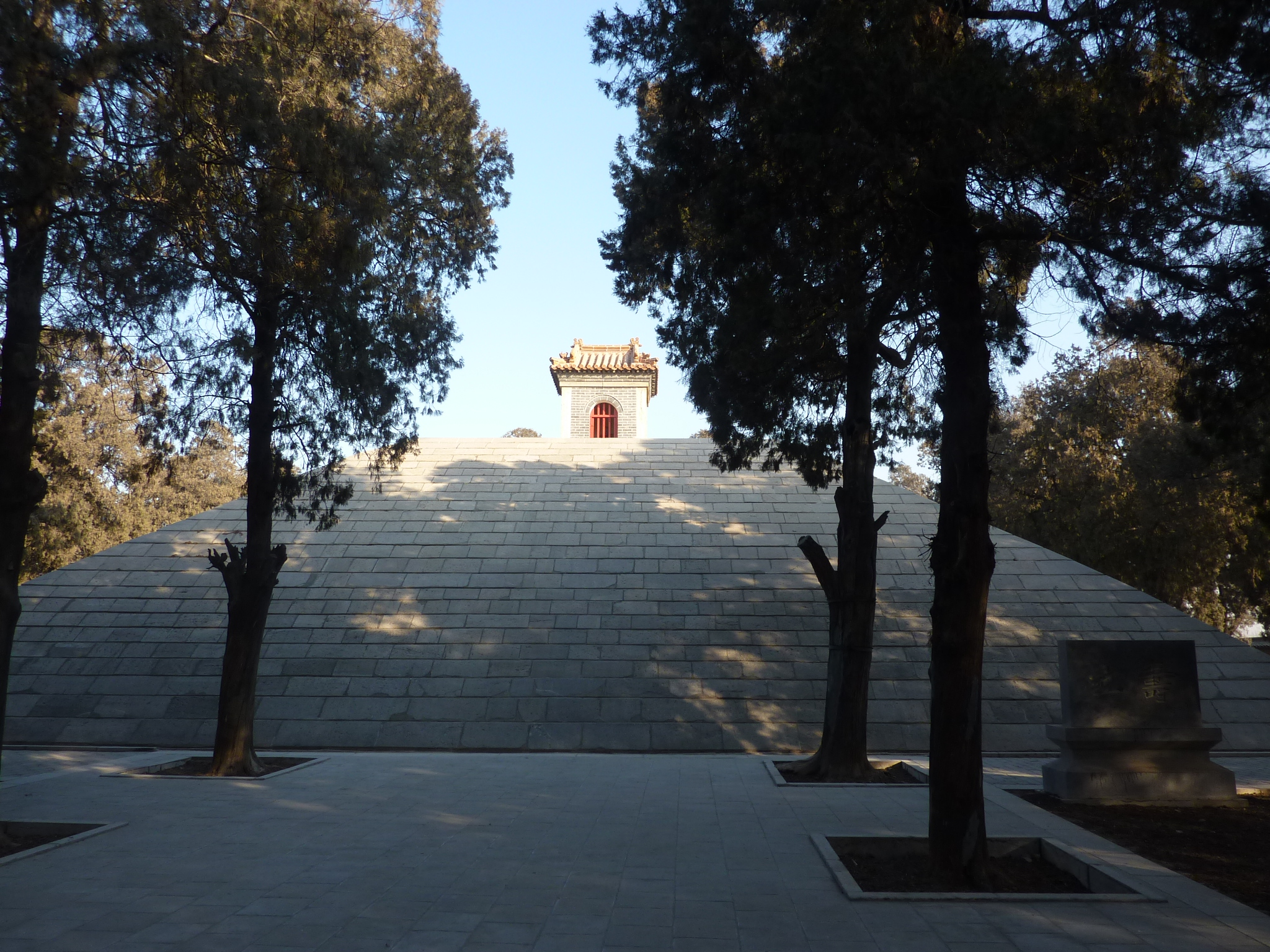
被誉为东方金字塔的少昊陵

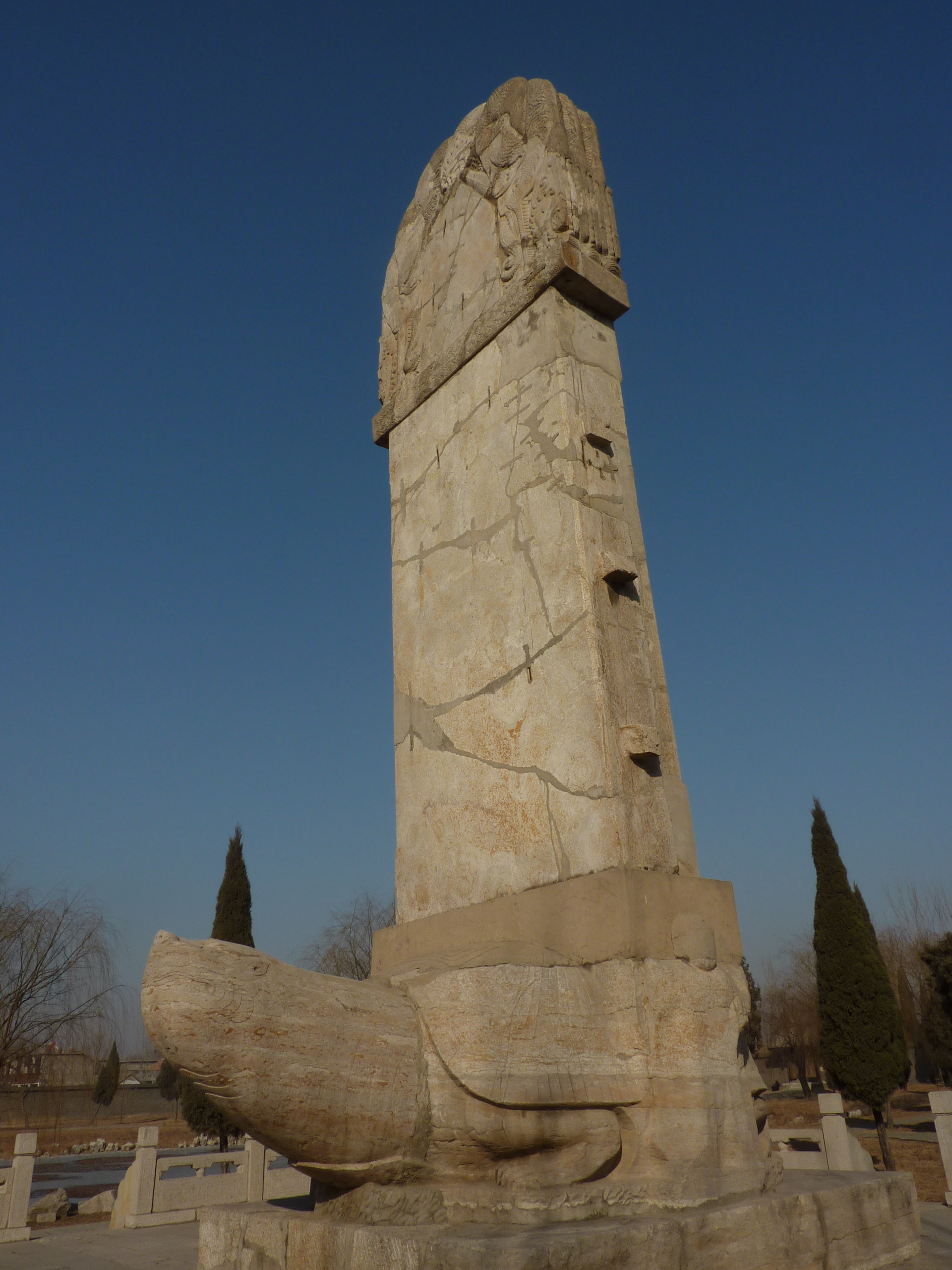
陵前重达一二百吨的无字碑--万人愁碑

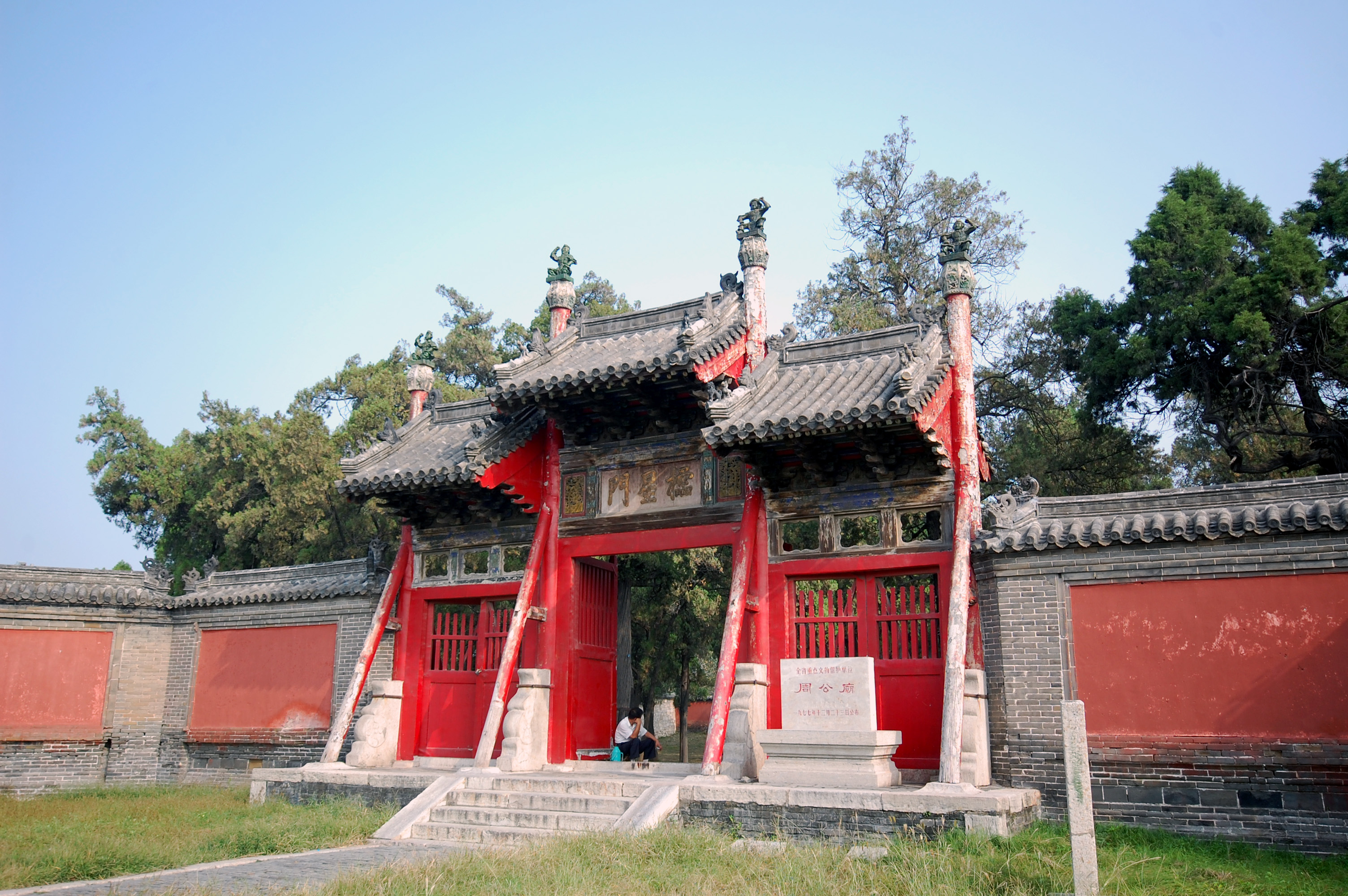
纪念第一代鲁国国君鲁周公的周公庙

2. 少昊陵遗址  新石器  书院街道办事处旧县村
3. 仙源县故城  宋-明  书院街道办事处旧县村
4. 少昊陵  宋-清  旧县村（是中国传说时代三皇五帝之一的少昊的陵墓，被称为 东方金字塔。少昊是黄帝的儿子。少昊陵是中国唯一的棱锥形石制陵墓建筑。现存的少昊陵是北宋宋徽宗政和元年（1111年）建造的，宽28.5米，高8.73米。顶部是少昊庙。陵前的柏树大多是1748年乾隆帝到曲阜时，下令种植的）
5. 梁公林  春秋-汉  防山镇梁公林村
6. 东颜林  春秋-清  防山乡程庄村
7. 林放墓  周 小雪街道林家村  含问礼故址
8. 孟母林墓群  东周-清  小雪街道凫村
9. 防山墓群  周-汉  防山西麓
10. 姜村古墓  汉  小雪街道姜家村
11. 韦家墓群  周-汉  石门山镇韦家水库南
12. 安丘王墓群  明  吴村镇王林村
13. 九龙山摩崖造像石刻  唐  小雪街道武家村
14. 曲阜明故城城楼  明清  鲁城街道办事处
15. 洙泗书院  明清  书院街道办事处书院村
16. 周公庙  明清  鲁城街道办事处周公庙村
17. 石门寺建筑群  清  石门山镇石门山
18. 九仙山建筑群  明清  吴村镇九仙山上
19. 四基山观音庙  明清  南辛镇烟庄村
20. 曲师礼堂及教学楼  清 民国  曲阜师范学校  含考棚
21. 朱总司令召开军事会议会址  1950年  孔林

### 特产
曲阜盛产曲阜香稻、果旦杏、矿泉水被誉为“曲阜三宝”。生产的孔府家酒、如意、全毛地毯、龙头和尼山石砚被誉为“鲁中五绝”。
- 孔府宴是当年孔府接待贵宾、袭爵、祭日、生辰、婚丧时特备的高级宴席，是经过数百年不断发展充实逐渐形成的一种独具风味的家宴。孔府宴吸取了全国各地的烹调技艺而逐渐形成的。数百年来孔府宴不断翻新，并留传至今
- 孔府糕点也与孔府宴一样，源远流长、世代相传的一种独具风味糕点。特别是明、清两代，孔府糕点要比市面上出售的名点更胜一筹。孔府的糕点讲究现吃现烤，求其色、香、味、形俱佳
- 楷雕 是曲阜独有的一种工艺产品，有上千年历史。楷雕的原料是楷树。孔府珍藏的孔子及夫人亓官氏二尊圆雕立像，相传是子贡为孔子守墓时用楷木雕刻而成的。曲阜楷雕的传统产品是手杖和如意。楷木木质坚实而柔韧，有直性无横性，刻制成杖，不会暴折；折枝为杖，天然屈曲，状似龙蛇，古雅而可爱。楷木纹细，色呈金黄，刻制的如意，玲珑剔透，如丝不断，曾在巴拿马博览会上获奖
- 碑贴 是从碑石上用纸和墨捶拓而成的。曲阜是中国碑贴的主要产地之一。这里碑贴资源丰富，存有西汉以来历代碑刻5000余块，是中国石碑最为集中的地方之一。曲阜拓碑技法很多，主要为擦拓和扑拓两种，并以扑拓为主，其拓本清细精美，广受欢迎
- 尼山砚 因其石料取于尼山而得名。清乾隆年间修订的《曲阜县志》载：“尼山之石，文理精腻，质坚色黄，可以为砚”，尼山石制砚历史悠久。尼山砚的制作以简朴大方见长。一方砚石，巧用自然，略加点缀，情趣盎然；而且发墨如锉，舔笔如油，拭不损毫。尼山砚的上乘作品为松花砚，石色褐黄，遍布青黑色松花纹，其砚利用料石的自然形状开墨堂墨池，砚额将松花纹剔成浮雕，雅致可爱
- 曲阜香稻 色白而略露青头，米质粘细油韧，清香醇口，有“一家煮饭，十里飘香”之誉，因也是进献皇帝的贡品而更加名闻遐迩

### 特色小吃
- 曲阜煎饼
- 粥泡羊肉
- 孔府熏豆腐
- 水煎包
- 油酥饼
- 脂油旋
- 闷角子
- 糁汤

同时，煎饼也是有名的特色食品。曲阜人喜欢在煎饼中添加花生、芝麻、香葱等薄薄的一层馅，使其香酥可口。煎饼是曲阜人日常主食之一。

### 城市名片

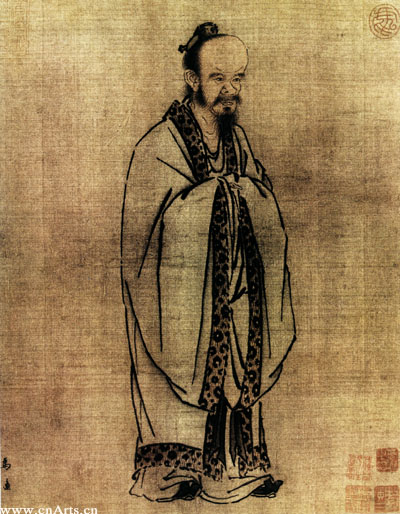
孔子像 （宋·馬遠）

- 孔子故里
- 黄帝诞生地
- 国家首批国家5A旅游景区（鲁国故城）
- 首批中国优秀旅游城市
- 中国特色魅力城市
- 感动世界的中国品牌城市
- 全国县域经济基本竞争力百强县
- 全国最具投资潜力中小城市百强第8位
- 世界特色魅力城市200强
- 世界遗产城市
- 全国文物工作先进市
- 全国社会文化先进市
- 全国科技进步先进市
- 全国创建文明村镇工作先进市
- 省级文明城市等荣誉称号
- 山东省基层党建工作先进市
- 精神文明建设先进市
- 平安山东建设先进市
- 全国双拥模范市

## 文化

### 曲阜孔子文化节

曲阜孔庙中的大成殿

中国曲阜国际孔子文化节是国家旅游局推出的中国14大旅游节庆活动之一。孔子文化节期间，邀请驻华使节及国内外知名人士参加，举办中国专利高新技术产品博览会、“世界华商论坛”等经科贸合作洽谈活动；开展孔子家乡修学游、寻根朝敬游、孔庙拜师游等专项旅游活动；曲阜各界人士代表、学生代表、孔子后裔、外宾、海外侨胞分批祭拜孔子活动；举办专场文艺晚会和形式多样的民间艺术表演活动丰富，异彩纷呈。
举行时间是：每年9月26日至10月10日。9月26日举行隆重开幕式,9月28日在孔庙大成殿前举行孔子诞辰纪念集会，并进行规模宏大的祭孔活动，以发思古之幽情，实现敬仰、怀念先师孔子之夙愿。
2010年，山东省曲阜市申报的“孔府菜烹饪技艺”，入选第三批国家级非物质文化遗产名录，传统技艺项目类别，序号19 。

## 宗教

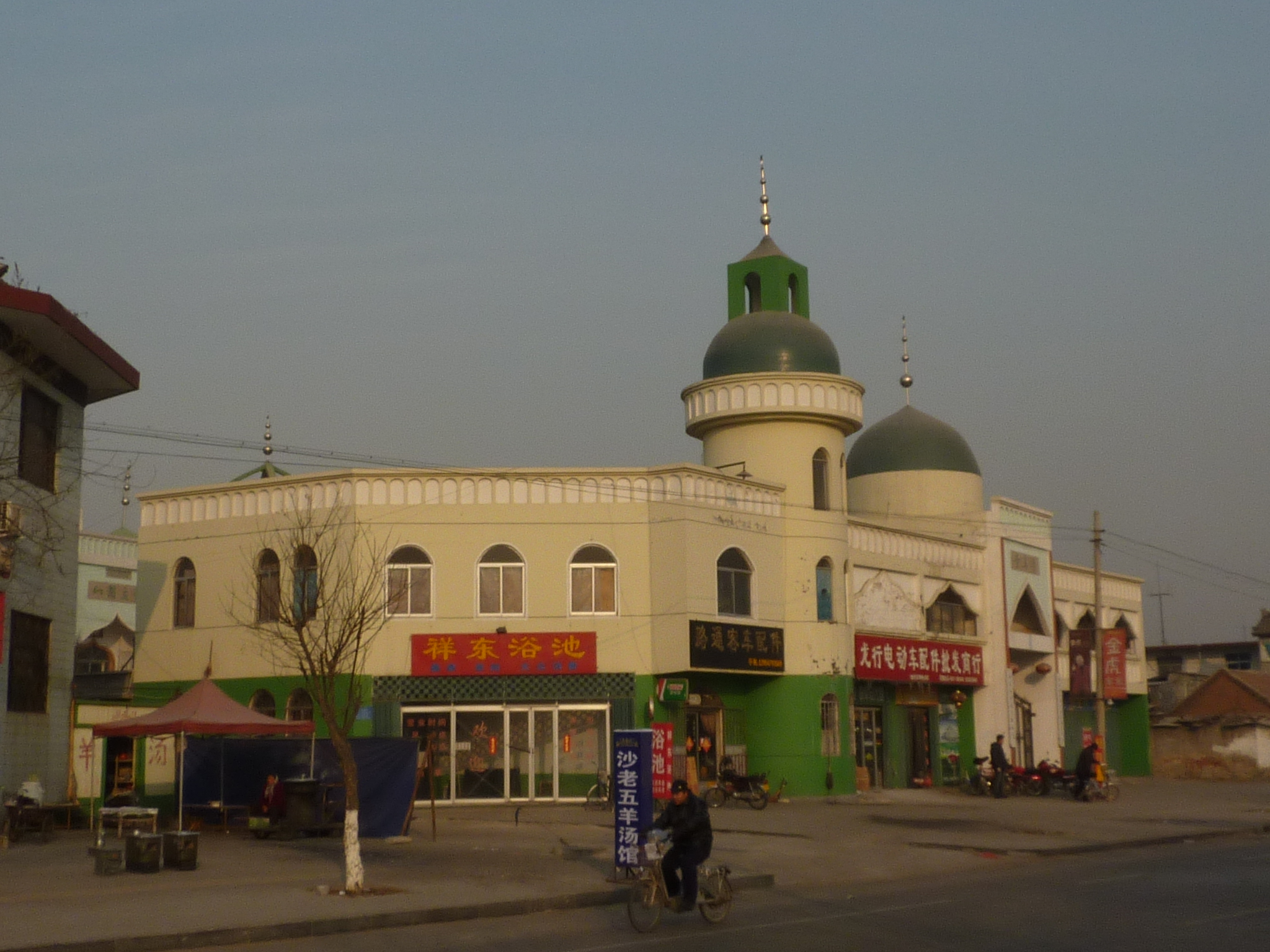
曲阜清真寺

### 佛教
曲阜市城北石门山镇石门山上有石门寺，诗仙李白曾到此游览并留下诗句，清朝初年，著名戏曲家孔尚任曾经一度居住在此。

### 道教
曲阜市城西南陵城镇有玄帝庙，供奉玄天上帝，现已被拆毁。

### 伊斯兰教
曲阜市城西关有回族聚居区，建有清真寺。

## 友好城市
- 日本佐贺县多久市
- 美国戴维斯市
- 安东市